# Tarsolepis inscius
Tarsolepis inscius är en fjärilsart som beskrevs av Alexander Schintlmeister 1997. Tarsolepis inscius ingår i släktet Tarsolepis och familjen tandspinnare. Inga underarter finns listade i Catalogue of Life.